# ستوشوویتسه
ستوشوویتسه (به لهستانی:  Stoszowice) یک روستا در لهستان است که در گمینا ستوشوویتسه واقع شده‌است. ستوشوویتسه ۱٬۱۰۰ نفر جمعیت دارد.